# Paraeuchaeta sarsi
Paraeuchaeta sarsi är en kräftdjursart som först beskrevs av Farran 1908.  Paraeuchaeta sarsi ingår i släktet Paraeuchaeta och familjen Euchaetidae. Inga underarter finns listade i Catalogue of Life.